# ラブレターズの階段腰掛け男
『ラブレターズの階段腰掛け男』とは、お笑いコンビ・ラブレターズがパーソナリティを務める、TBS Podcastで放送しているラジオ番組である。

## 概要
2021年5月24日、放送開始。きっかけは、2021年5月18日にニューヨーク Official YouTube Channelにて公開された動画にて、ニューヨークからYouTubeでのラジオを勧められたこと。
タイトルは、リスナーから募集して決められた。
2021年6月28日、機材トラブルにて放送開始から9分ほど無声でBGMのみが流れるハプニングが起きた。
2021年10月11日、機材トラブルにて放送開始から11分ほど音声が途切れながら流れるハプニングが起きた。
2021年11月14日、ラブレターズが以前から行っていたトークライブに『クイズ！アサラトドン！』や『私のポエム』のコーナーを行うなど、階段腰掛け男の要素を追加した『ラブレターズトークライブ LOVE LETTERS MATE⑩ ～単独ライブ大打ち上げに、階段腰掛け男を添えて～』を開催。
2022年1月3日、初の収録放送。
2022年2月28日、塚本が発熱したため初の放送休止。
2025年7月2日の放送回より、放送プラットホームをTBS Podcastに移行し、毎週水曜23時から配信されることが決定した。

## パーソナリティ
- ラブレターズ（塚本直毅・溜口佑太朗）

## 放送時間

### 通常の放送時間
- 毎週水曜 23:00配信

### 過去の放送時間
- 毎週月曜 23:00 - 23:45

### 放送時間の変更
- 第8・11・24回 - 火曜 23:00 - 23:45

## コーナー

### 現在のコーナー
サウナより気持ちいいこと
第1回より開始。
サウナに行きすぎている塚本に、サウナより気持ちいいこともあるんだよというのを教えてあげるコーナー。
クイズ！アサラト・ドン！
第1回より開始。
塚本の演奏する楽器・アサラトでなんの曲を奏でているかをリスナーはYouTubeのチャット欄で当てるコーナー。
キングオブコントで勝てる設定案
第1回より開始。
ラブレターズがキングオブコントで勝てそうなコントの設定案を送ってもらうコーナー。
『キングオブコント』で敗退したことから、『漫才のツカミ』に代わって休止したが、ラブレターズのM-1グランプリ敗退により第23回より再開。
今週のコント
第4回より開始。
チャンネル内で公開されているラブレターズのコントを紹介するコーナー。
謝罪文
第37回より開始。
誰かが、謝りたい人に送った謝罪文を紹介するコーナー。
野球拳
第37回より開始。
番組のオープニング曲である『野球拳』に歌詞をつけて歌うコーナー。
今週のなっち→私のポエム
番組概要欄には掲載されていない裏コーナー。第6回より開始。
リスナーから送られてきたポエムが実在する曲か実在しない曲かを当て、実在する曲ならどの曲かも当てるコーナー。

### 過去のコーナー
「あれ誰だっけ？」
第1回より開始。
最近物忘れが激しい溜口が人物や物を思い出す道筋を送ってもらうコーナー。
『ナイツ ザ・ラジオショー』（ニッポン放送）内に類似したコーナーがあったことをリスナーに指摘され、第5回にて終了。
漫才のツカミ
第16回より、『キングオブコントで勝てる設定案』と入れ替わりで開始。
M-1に出場することになったラブレターズのつかみをリスナーに送って貰う。
ラブレターズのM-1グランプリ敗退により第23回にて終了が告知された。（コーナーが最後に行われたのは第22回）
取り調べ室
第6回より、諸事情（前述）により終了した『あれ誰だっけ？』に代わり、開始。
溜口が刑事になりきり、捕まった人物や、物を取り調べをする際のセリフを送ってもらうコーナー。
メールのフォーマットは『あれ誰だっけ？』とほとんど変わっていない。
第36回にて終了。

## 参照
1. ↑  2025年6月30日まではYouTubeのラブレターズOfficial YouTube Channel内で放送されていた
2. ↑  “「ラブレターズの階段腰掛け男」がTBSポッドキャストへ！令和のカリスマはリスナーに寄り添う”.   お笑いナタリー. 2025年7月3日閲覧。